# 菱形九十面体
菱形九十面体（りょうけいきゅうじゅうめんたい、Rhombic enneacontahedron）は、ゾーン多面体の一種である。この立体は、全ての面が菱形であるが、2種類の菱形を使っているため、等面菱形多面体ではない。

## 性質
- 太い菱形の対角線の比率は 1:{\displaystyle {\sqrt {2}}}（菱形十二面体の構成面と合同であり、白銀比と呼ばれるものの一種）
- 細い菱形の対角線の比率は 1:{\displaystyle {\begin{matrix}{\frac {3+{\sqrt {5}}\ }{2}}\end{matrix}}}（黄金比の二乗となっている）